# Приватний пекар сповіщає про гарячий хліб
Приватний пекар сповіщає про гарячий хліб — картина побутового жанру голландського художникасередини  Габріель Метсю (1629—1667).
Скорочення замов на релігійних живопис в протестантських країнах відбилось в зверненнях до інших жанрів. В демократичній Голландії 17 століття пишно розквітли пейзаж, натюрморт, портрет, зображення інтер'єрів і побутовий жанр, прокладаючи нові шляхи розвитку європейського живопису взагалі.
Серед відомих майстрів побутового жанру Голландії - Ян Стен, Пітер де Хох, Ян Вермер, Пітер Кодде, Пітер ван Лар, Адріан ван де Венне, Корнеліс Трост, Габріель Метсю.
Аристократизація голландського мистецтва середини і кінця 17 століття навернула низку мистців до створення картин з охайними панами і паньонками на подвір'ях, в чистеньких інтер'єрах з картинами, мапами і тваринами чи дітьми. Лише сміливці заглядали в неохайні шинки з п'яничками-відвідувачами, неприбрані кухні і задні двори голландської бідноти ( Герард Терборх, «Двір точильщика», Карел Фабріціус, «Вартовий задрімав» ).
Художник широкого диапазону, Габріель Метсю теж створив низку катин з добропорядним дозвіллям забезпечених панів ( «Спроба створити музику молодою пані», «Коханці біля вірджинелу», «Паньонка з віолою да гамба»). Але сміливий художник заглядав і в задимлені майстерні ремісників, свідоцтвом чому картини «Кузня зброяра», Державний музей (Амстердам) та «Приватний пекар сповіщає про гарячий хліб».
В останній художник дозволив глядачеві зазирнути в пекарню, де помічниця порається з тістом, де працює розжаренана піч і пекар дмухає в рог, сповіщаючи покупців про готовий гарячий хліб. Пекар використав підвіконня як вітрину зі зразками продукції. Не забув і про дерев'яну конструкцію для бубликів і кренделів. Погляд глядача і покупця привертає і великий хлібець з фігурним верхом і зі смаженою шкуринкою — частина полотна з незвично приємним натюрмортом хлібних виробів. Власний подпис художник поставив на зображенні печі.